# Splachnum semivacuum
Splachnum semivacuum là một loài rêu trong họ Splachnaceae. Loài này được (Brid.) P. Beauv. mô tả khoa học đầu tiên năm 1805.